# اینگه دانیلسون
اینگه دانیلسون (انگلیسی: Inge Danielsson; ۱۴ ژوئن ۱۹۴۱ – ۳۰ ژوئن ۲۰۲۱) بازیکن فوتبال اهل سوئد بود.
از باشگاه‌هایی که در آن بازی کرده است می‌توان به باشگاه فوتبال هلسینگبورگس و باشگاه فوتبال آژاکس آمستردام اشاره کرد.
وی همچنین در تیم ملی فوتبال سوئد بازی کرده است.